# Der jüngste Tag – Das Ende der Menschheit
Der jüngste Tag – Das Ende der Menschheit (Originaltitel Collision Earth) ist ein kanadischer Katastrophenfernsehfilm von Paul Ziller aus dem Jahr 2011.

## Handlung
Im Jahr 2029 bereitet sich die Raumsonde Nautilus auf die Landung auf dem Planeten Merkur vor. An Bord sind Commander Marshall Donnington, Pilot Lee Tahon und Flight Cruiser Victoria Preston. Während sie sich der Umlaufbahn des Planeten nähern, bricht jedoch eine plötzliche und unvorhergesehene Sonneneruption von der Sonne aus und trifft den Merkur. Dadurch beginnt der Planet zu magnetisieren und auseinanderzureißen. Die Nautilus schafft es, der Gefahr zu entkommen, gerät dann aber in die Schwerkraft des Merkur. Der Merkur bricht auseinander, wird aber aufgrund des Magnetismus zusammengehalten und wird aus der Umlaufbahn Richtung Erde geschleudert. Augenblicke später erklärt der Wissenschaftler James Preston in einem Hörsaal der Universität, wie unberechenbar Asteroiden, Sonneneruptionen und Kometen sind. Er stellt daraufhin ein planetares Verteidigungssystem namens Project Seven vor. Nach dem Vortrag wird verkündet, dass der Kontakt mit der Nautilus verloren wurde. Preston eilt nach Hause und versucht die Einsatzkräfte zu kontaktieren, ist aber erfolglos. Daher kontaktiert er Jennifer Kelly, eine Wissenschaftlerin, die in einer Einrichtung namens Sphere arbeitet. Während er telefoniert, erhält Preston Befehlscodes für Project Seven kurz bevor der Strom in seinem Haus ausfällt. Später wird die Erde von einer magnetischen Welle getroffen.
Währenddessen werden wieder die Geschehnisse in der Nautilus gezeigt. Die Besatzung hat mit einem niedrigen Sauerstoffgehalt und beschädigten Navigations- und Kommunikationssystemen zu kämpfen. Während Marshall und Victoria bisher alles überlebten, ist Lee jedoch Opfer des Ereignisses geworden. Sie finden ihn mit schweren Verbrennungen auf. In der Einrichtung Sphere finden die Wissenschaftler heraus, dass Merkur die Erde um eine Entfernung von ungefähr 500.000 Meilen verfehlen wird. Auf der Nautilus werden die Sauerstoffwerte fixiert und Marshall stabilisiert das Schiff. Dann beginnen sie mit der Reparatur der Navigations- und Kommunikationssysteme. Auf der Erde erreicht Preston das Observatorium seines Freundes und erklärt ihm, dass etwas nicht stimmt. Victoria schafft es, die Kommunikation zu reparieren und stellt irgendwie eine Verbindung zu einem Piratensender her, der zwei Senioren an der North Bay University in Oregon gehört. Der Nautilus gelingt es, sich mit Christopher Weaver und Brooke Adamson zu verbinden. Aber sie verlieren später das Signal. Prestons Freund Matthew Keyes erklärt Preston, dass die Sonne für eine Millisekunde zu einem Magneten wurde. Unerwartet beginnen magnetisierte Merkurstücke in die Atmosphäre einzudringen. Nach dem Meteoritenschauer holt Preston einen Meteor und kommt zu dem Schluss, dass er ebenfalls magnetisiert ist.
Preston kommt bei Sphere an und schafft es, in das Gebäude zu gelangen, obwohl er nicht autorisiert ist. Er fordert seinen alten Chef Edward Rex auf, die Flugbahn des Planeten neu zu berechnen. Sie folgern daraus, dass sich Merkur auf Kollisionskurs mit der Erde befindet und in 18 Stunden einschlägt. Rex entscheidet sich für Operation Recourse statt für Project Seven. Aber während sie sich unterhalten, gelingt es Preston, ihm seinen Sicherheitsausweis abzunehmen. Als Christopher und Brooke bei Preston ankommen, ist er nicht zu Hause, also gehen sie durch seine Hintertür und schalten versehentlich seinen Computer ein und sehen sich die Berechnungen von Project Seven an, als Preston hereinkommt. Sie sagen ihm, dass seine Frau sie schickt. Über ein Radio kann er Kontakt mit ihr aufnehmen und erhält ihre Bestätigung.
Preston setzt sich an seinen Computer und stellt fest, dass das Leitsystem von Project Seven beschädigt ist. Matthew hat einen Plan, dass die Nautilus Project Seven zwischen den Planeten bewegen kann. Preston geht zu einer Fallback-Einrichtung, in der sich die streng geheimen Dateien befinden. Auf dem Weg zur Ausweicheinrichtung wird sein Auto gestohlen, also geht er eine Weile zu Fuß und wird von Brooke und Christopher abgeholt. Währenddessen gelingt es Victoria, das Schleudermanöver durchzuführen, aber dadurch wird das Lebenserhaltungssystem beschädigt. Victoria schafft es, es in weniger als fünfzehn Minuten zu reparieren. In der Zwischenzeit startet Rex, ohne auf Prestons Ergebnisse zu hören, die Raketen in Richtung Merkur zu feuern. Zu seinem Entsetzen explodieren sie allerdings, bevor sie den Planeten erreichen. Aufgrund des Magnetismus des Planeten, werden die Raketen vom Kurs abgelenkt. Als das Auto von Brooke und Christopher aufgrund einer beschädigten Lichtmaschine kaputtgeht, beschließen sie, zu Fuß weiterzugehen. Während Victoria auf dem Weg zurück zur Erde ist, bittet Preston sie, Project Seven vorm Merkur zu aktivieren. Sie stehlen das Auto eines Polizisten, geraten dabei aber in einen Unfall und verletzen Brooke schwer. Da sie nicht atmet, lassen sie sie zurück und einige Zeit später finden sie Jennifer tot und nehmen so ihre Marke, um Zugang zur Fallback-Einrichtung zu erhalten.
Als sie in der Einrichtung ankommen, finden sie einen Computer und senden Aktivierungscodes für das Energiefeld an Project Seven, wodurch das Energiefeld aktiviert wird. Victoria dockt an Project Seven an und führt es zum Merkur und dockt mit ihm vor dem Aufprall an. Preston und Christopher eilen nach draußen und sehen, wie der Merkur sich von der Erde entfernt. Sie kontaktieren Victoria, die entkommen konnte, und sie erzählen sich gegenseitig von ihren voraussichtlichen Ansichten. Eine Szene von außerhalb der Nautilus zeigt Asteroidentrümmer vom Merkur, die sich zu Ringen um die Erde gebildet haben.

## Rezeption
„(Fernseh-)Katastrophenfilm der lächerlichen Sorte, dessen Unsinnigkeiten nur noch durch seine billigen Spezialeffekte getoppt werden.“

In der Internet Movie Database hat der Film bei fast 1.400 Stimmenabgaben eine Wertung von 3,4 von 10,0 möglichen Sternen.